# Dragoslav Srejović

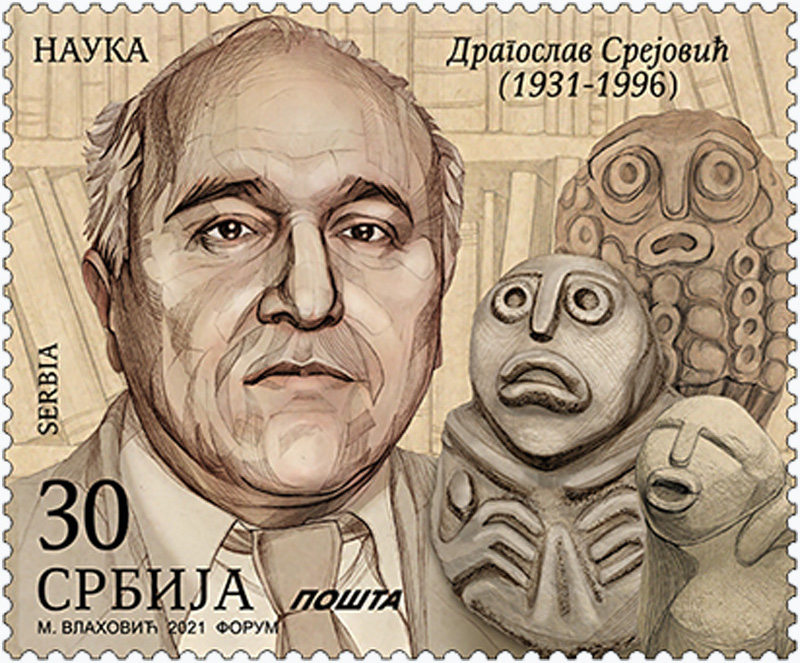
Srejović en un sello de Serbia de 2021

Dragoslav Srejović (Kragujevac, 8 de octubre de 1931 - 29 de noviembre de 1996) fue un arqueólogo, antropólogo cultural e historiador serbio. Fue el principal contribuyente a la exploración del sitio arqueológico de Lepenski Vir.

## Biografía
Srejović estaba interesado en una amplia gama de temas y sus campos de investigación abarcan desde yacimientos paleolíticos y mesolíticos en Yugoslavia, pasando por el período romano tardío, hasta la mitología grecorromana. Fue un autor prolífico que publicó más de 200 artículos, más de 20 monografías y una docena de guías y catálogos. Se convirtió en miembro de la Academia de las Artes y de las Ciencias de Serbia en 1974 y más tarde llegó a ser vicepresidente.
Srejović recibió el Premio de Octubre de la ciudad de Belgrado (1977) por su trabajo en las excavaciones de Lepenski Vir, así como el Premio 7 de julio de la República Socialista de Serbia.
Fue una de las pocas personalidades públicas abiertamente homosexuales en Serbia.

## Trabajos seleccionados
Monografías
- Lepenski vir; Nova praistorijska kultura u Podunavlju (Lepenski Vir: una nueva cultura prehistórica en el valle del Danubio) (Belgrado, SKZ 1969);
- Primera Escultura Monumental de Europa. Nuevos descubrimientos en Lepenski Vir (Londres 1972);
- Umetnost Lepenskog vira (El arte de Lepenski Vir) (Belgrado 1983), con Ljubinka Babović
- Rečnik grčke i rimske mitologije (Diccionario de mitología griega y romana) (SKZ Beograd 1979), con Aleksandrina Cermanović–Kuzmanović;
- Srejović, Dragoslav, ed. (1988). The Neolithic of Serbia: Archaeological Research 1948–1988. Belgrade: Centre for archaeological research.
- Leksikon religija i mitova drevne Evrope (Léxico de religiones y mitos de la antigua Europa) (Savremena administracija, Beograd, 1992), con Aleksandrina Cermanović–Kuzmanović;
- Carski mauzoleji i konsekrativni spomenici u Feliks Romuliani (Mausoleos imperiales y monumentos consagrados en Felix Romuliana) (Belgrado 1994), con Čedomir Vasić